# شركة تسيير خطوط الترامواي (سيترام)
سيترام هي شركة مكلفة باستغلال وصيانة الترامواي في الجزائر. حالياً تقوم باستغلال كل من ترامواي الجزائر العاصمة، وهران وقسنطينة لمدة عشرة (10) سنوات. يتواجد مقر المديرية العامة لـ سيترام بالجزائر العاصمة.
جاءت «سيترام» نتيجة اتفاقة بين «مؤسسة النقل الحضري والشبه حضري للجزائر الوسطى»، مؤسسة مترو الجزائر ومجموعة RATP .
ثرية بالخبرة التي ورثتها عن مجموعة RATP والمعترف بها في فرنسا ودوليا في عديد من دول العالم، باعتبارها شركة خاضعة للقانون الجزائري.

## أهداف سيترام
- نقل الجزائر نحو نمط جديد من النقل الحضري في متناول الجميع،
- توفير خدمة نقل عالية الجودة والأمان. الراحة، الانتظام والنظافة هم سادة على متن الترامواي،
- مرافقة الجزائريين في مرحلة التكيف مع هذه الوسيلة الجديدة للنقل وتثبيتها في عادات تنقلاتهم،
- ضمان تحويل مهارات خبراء مجموعة RATP إلى عمال «سيترام» عن طريق التمهين والتكوين،
- اكتساب مكانة لتصبح مصدر في إفريقيا والعالم.

في سنة 2013، تم انطلاق أشغال لثلاثة مشاريع ترامواي لكل من ولاية مستغانم، ولاية سيدي بلعباس غرب الجزائر وولاية ورقلة في الجنوب الجزائر. ومدن كبرى أخرى كسطيف، تلمسان، عنابة هي معنية بمشروع تنمية النقل في الجزائر المُنتهج من طرف وزارة النقل تحت الرعاية رئيس الجزائر عبد العزيز بوتفليقة[بحاجة لمصدر].